# دارای هستی (مجموعه تلویزیونی)
دارای هستی (به انگلیسی: Extant) یک مجموعهٔ تلویزیونی آمریکایی در ژانر علمی–تخیلی، است که توسط میکی فیشر ساخته شده است و از ۹ ژوئیه ۲۰۱۴ در شبکه سی‌بی‌اس پخش شد. داستان این مجموعه دربارهٔ زنی فضانورد (هلی بری) است که پس از مدت یک سال که در فضای بیرونی مشغول انجام مأموریتی انفرادی بود، به‌طور باورنکردنی باردار شده و به جمع خانواده‌اش بازمی‌گردد. در تاریخ ۷ آگوست ۲۰۱۳، سی‌بی‌اس اعلام کرد که بدون پخش قسمت آزمایشی تصمیم دارد تا ساخت ۱۳ قسمت اول را آغاز کند. مدیر تولید این سریال استیون اسپیلبرگ است. پخش نخست این مجموعه از ۹ ژوئیه ۲۰۱۴ آغاز شد و تا ۱۷ سپتامبر همان سال ادامه داشت. فصل دوم نیز به تعداد ۱۳ قسمت از ژوئیه تا سپتامبر ۲۰۱۵ پخش شد. در ۹ اکتبر ۲۰۱۵ سی‌بی‌اس ساخت مجموعه دارای هستی را پس از دو فصل متوقف کرد.

## بازیگران
- جفری دین مورگان
- هالی بری در نقش Molly Woods
- پیرس گاگنن در نقش Ethan Woods
- هیرویوکی سانادا در نقش هیدکی یاسوموتو
- کمرین منهایم در نقش Sam Barton

## قسمت‌ها
| شماره. | عنوان                     | کارگردان     | نویسنده       | تاریخ پخش اصلی | بیننده‌ها در آمریکا (میلیون نفر) |
| ------ | ------------------------- | ------------ | ------------- | -------------- | ------------------------------- |
| ۱      | «Re-Entry»                | آلن کولتر    | میکی فیشر     | ۹ ژوئیه ۲۰۱۴   | ۹٫۵۸                            |
| ۲      | «Extinct»                 | مت ارل بیسلی | لسلی بوهم     | ۱۶ ژوئیه ۲۰۱۴  | ۷٫۹۶                            |
| ۳      | «Wish You Were Here»      | Holly Dale   | Mickey Fisher | ۲۳ ژوئیه ۲۰۱۴  | ۶٫۴۸                            |
| ۴      | «Shelter»                 | پاریس بارکلی | Greg Walker   | ۳۰ ژوئیه ۲۰۱۴  | ۵٫۹۲                            |
| ۵      | «What on Earth is Wrong?» | Dan Lerner   | Peter Ocko    | ۶ اوت ۲۰۱۴     | ۵٫۹۴                            |
| ۶      | «Nightmares»              | آدام آرکین   | Eliza Clark   | ۱۳ اوت ۲۰۱۴    | ۵٫۶۸                            |